# Alchemilla pawlowskii
Alchemilla pawlowskii är en rosväxtart som beskrevs av Asenov. Alchemilla pawlowskii ingår i släktet daggkåpor, och familjen rosväxter. Inga underarter finns listade i Catalogue of Life.